# المنظمة الجزائرية لحماية وإرشاد المستهلك ومحيطه
المنظمة الجزائرية لحماية وإرشاد المستهلك ومحيطه (APOCE) وهي منظمة جزائرية غير حكومية، وتعرف بأنها منظمة مستقلة غير ربحية، تعنى بشؤون المستهلك الجزائري.
تنشط المنظمة حاليا في جميع ولايات الجمهورية الجزائرية ولديها 58 مكتبا ولائيا بالإضافة إلى 4 مكاتب جهوية ومكتب وطني على مستوى العاصمة الجزائرية.

## نشأتها
كانت انطلاقة المنظمة جمعيةً محليةً لولاية الجزائر سنة 2011، اعتنت بالدفاع عن حقوق المستهلك الثمانية التي شرعتها الجمعية العامة للأمم المتحدة، واستند عليها المشرع الجزائري، وكان أهم اهداف الجمعية المحلية نشر الوعي الاستهلاكي في المجتمع العاصمي والجزائري عموما، حيث كان شعارها "ما ضاع حق وراؤه مطالب".
وبعد ثلاث سنوات من العمل الميداني تهاطلت الشكاوى والاقتراحات على الجمعية المحلية من مختلف ربوع البلد،[بحاجة لمصدر] حيث تعذر على اللجنة القانونية الخاصة بالجمعية التدخل في الشكاوى التي كانت خارج اقليم ولاية الجزائر العاصمة  نظرا لطابعها المحلي ومن هذه الحاجة تولدت فكرة تأسيس منظمة وطنية لتغطي كل ربوع الوطن، فكانت الجمعية التأسيسية بتاريخ : 22 مايو 2014، واعتمدت رسميًا بتاريخ : 6 أغسطس 2015 من طرف وزارة الداخلية والجماعات المحلية بصفتها جمعية وطنية ذات طابع اجتماعي بيئي مقرها الوطني بالعاصمة.

## أعمالها ومواقفها
- يومي 30 و 31 أغسطس و1 سبتمبر 2016، الجامعة الصيفية الأولى للمنظمة بديوان قرية الفنانين زرالدة بولاية الجزائر. وكان شعار الجامعة الصيفية الأولى: “تعارف، تنسيق، تنظيم”.
- في أغسطس 2017 ، الاشراف على الطبعة الثانية للجامعة الصيفية للمنظمة تحت شعار “تكوين -تنسيق-   تكوين” على مستوى بيت للشباب برأس فالكون بعين الترك في وهران.[4]

- في يونيو 2018، ثمنت مبادرة الحكومة بالإعفاء من الرسم على القيمة المضافة والرسوم الأخرى المفروضة على السيارات الجديدة باعتباره تحفيزًا جبائيًا للمستثمرين في مجال تركيب السيارات بالجزائر.[5]
- في 29 و 30 و 31 أغسطس 2018 ، الاشراف على الطبعة الثالثة للجامعة الصيفية للمنظمة بالمركز السياحي جنان الأمراء بدلس ولاية بومرداس تحت شعار: «من أجل احترافية العمل التطوعي» بحضور أكثر من 140 مشاركا وتمثيلا قياسيا للولايات (44 ولاية).[6]
- في مايو 2019، ندد مصطفى زبدي مصانع التركيب التي تعجز حسبه عن تلبية طلبات المستهلكين.[7]
- من 21 إلى 24 أغسطس 2019 انطلاق الطبعة الرابعة للجامعة الصيفية للمنظمة الجزائرية لحماية وإرشاد المستهلك[8] و محيطه بالطارف تحت شعار من أجل عمل ميداني محترف —- “وقل اعملوا..”
- في 20 مارس 2020، استقبل وزير التجارة، كمال رزيق، رئيس المنظمة مصطفى زبدي، في إطار سلسلة اللقاءات التشاورية التي يشرف عليها الوزير مع مختلف الشركاء والمهنيين.[9]
- في أكتوبر 2020، إنتقد رئيس المنظمة، مصطفى زبدي، تأجيل الحكومة الجزائرية استيراد السيارات المستعملة أقل من 3 سنوات مؤكدا أن الحجج المقدمة من طرف وزير الصناعة غير منطقية ومتناقضة لأن السيارات أقل من 3 سنوات في أوروبا لا تُعد وأن استيرادها لن يكون سببا في استنزاف سوق العملة الصعبة.[10]
- في ديسمبر 2020، حذرت المنظمة من التجاوزات التي يمارسها بعض التجار عند تطبيقهم لسياسة التخفيضات خلال مواسمها.[11]
- في 15 مارس 2021، أطلقت المنظمة تطبيق جديد لتطبيق الذي يحمل تسمية "أشكي"، يسمح بالتبليغ عن مختلف التجاوزات في المجال التجاري بما في ذلك الزيادات غير المبررة للأسعار، الإشهار التضليلي وشبهات الفساد.[12]
- في مايو 2021، حذرت المنظمة من خطر المفرقعات على الأبناء التي قد تؤدي إلى فقدان البصر، حرائق جلدية، بالإضافة إلى نشوب حريق في المنزل.[13]

## مهاهما
- الدفاع عن الحقوق المادية والمعنوية للمستهلك.
- إرشاد المستهلك وتعزيز ثقافته الاستهلاكية.
- ضمان معلومات موثوقة لفائدة المستهلكين.
- المساهمة في وضع سياسات وتصورات لتحسين واقع الاستهلاك محليا ووطنيا في بيئة ومحيط سليمين.
- التدخل لدى المؤسسات العمومية والخاصة وتمثيل المستهلك والتأسيس بدلا عنه أمام الجهات القضائية والإدارية.

## أهدافها
- تحقيق أكبر قدر ممكن من الوعي الاستهلاكي لدى كافة فئات المجتمع
- ترقية جودة المواد الاستهلاكية والخدماتية.
- القضاء و/أو التقليل من حالات الغش والخداع في المنتوجات والخدمات ومواجهتها وفق ما يخوله القانون.
- ضمان محيط صحي وسليم لحياة المستهلك وحياة الأشخاص الذين يرعاهم.🇩🇿

## قيمها
- المواطنة التشاركية وقربها من المستهلك.
- التكامل بين منظمات المجتمع المدني من أجل تحقيق تنمية شاملة.
- تفادي أي شكل من أشكال المحاباة والمجاملة تجاه أي طرف كان وتحدي الضغوطات التي قد يفرضها أصحاب المصالح غير المشروعة في سبيل تحقيق المصلحة العامة والسلامة المادية والمعنوية للمستهلك.

## وصلات خارجية
- بوناميس، أسماء؛ صويلح، أمال (2019). "مدى مساهمة جمعية حماية المستهلك في التأثير على سلوك المستهلكين: دراسة حالة المنظمة الجزائرية لحماية وإرشاد المستهلك ومحيطه" (PDF). مؤرشف من الأصل (PDF) في 2022-12-20.